# جائزة ألمانيا الكبرى 1962
جائزة ألمانيا الكبرى 1962 هو سباق فورمولا 1 أقيم بتاريخ 5 أغسطس 1962 في حلبة نوربورغرينغ، ألمانيا الغربية. كان السادس من أصل 9 في بطولة العالم لسباقات الفورمولا واحد موسم 1962. حلّ البريطاني غراهام هيل أولا بينما جاء البريطاني جون سورتيس في المركز الثاني وحصل على المركز الثالث الأمريكي دان جورني.